# Eudolus quadriguttatus
Eudolus quadriguttatus är en skalbaggsart som beskrevs av Herbst 1783. Eudolus quadriguttatus ingår i släktet Eudolus och familjen Aphodiidae. Inga underarter finns listade i Catalogue of Life.